# Václav Šamánek
Václav Šamánek (23. října 1846, Milotice u Kyjova – 9. května 1916, Liberec) byl český lékař a politik, menšinový aktivista na Liberecku.
Od 80. let aktivně podporoval kulturní a jazyková práva české menšiny v Liberci a okolí: organizoval zakládání a financování českých škol a spolků, prosazoval používání češtiny v úředním styku, bránil české živnostníky před diskriminací. Roku 1893 byl zvolen do Říšské rady, o dva roky později i do Českého zemského sněmu. V době vyostřené česko-německé konfrontace si svými aktivitami vysloužil uznání od Čechů a vášnivý odpor ze strany libereckých Němců.

## Život

### Mládí, studium a dráha vojenského lékaře
Pocházel z české rodiny v Miloticích na Moravě. Protože úroveň českojazyčných škol v regionu byla tehdy špatná, poslali jej rodiče nejprve na německou hlavní školu do nedalekého Kyjova a později na gymnázium ve Vídeňském Novém Městě. Roku 1866 se zapsal na lékařskou fakultu Vídeňské univerzity. Během studií trpěl existenčními problémy, pomoc mu poskytl vídeňský Čech Petr Bílka. Na Vídeňské univerzitě studoval v období let 1866–1867, pak od roku 1867 studoval na vojenské lékařské akademii Josephinum ve Vídni. Roku 1872 byl promován na doktora medicíny. Stal se vojenským lékařem nejprve v Praze, později v Liberci u 29. praporu myslivců.

### Menšinovým aktivistou na Liberecku
V roce 1884 (podle jiných zdrojů již roku 1880) vystoupil z armády a v Liberci si otevřel vlastní úspěšnou praxi.
Volný čas věnoval podpoře české kultury na Liberecku. Za základ svého snažení považoval rozvoj českojazyčného školství. Stal se předsedou České besedy i místního odboru Ústřední matice školské. Úspěšně organizoval finanční sbírky a zajistil stavbu matiční školy. V letech 1883-1885 prosadil založení veřejné (tj. městem financované) obecné školy. Roku 1887 zajistil zřízení pokračovací živnostenské školy a o deset let později pokračovací školy pro dívky. Roku 1913 vznikla jeho zásluhou pokračovací škola pro krejčí. Snažil se i o vznik reálného gymnázia, ale vláda jeho založení až do rozpadu monarchie nepovolila, ačkoli byly shromážděny dostatečné finanční prostředky.
Pomáhal i při zakládání českých škol v okolí — např. v osadách Petrašovice, Rašovka (část obce Šimonovice), Popelnice (část obce Šumburk nad Desnou), Frýdštejn a Horní Růžodol.
Roku 1886 založil místní organizaci Sokola a řadu let jej vedl. Stal se předsedou místního odboru Národní jednoty severočeské; v této funkci zajistil zřízení České záložny (1891), která poskytovala financování místním podnikatelům. V Růžodole a Hrádku založil čtenářské spolky.
Velké úsilí věnoval jazykové rovnoprávnosti — faktickému zajištění práva českých menšin na úřední jednání v češtině u soudu, na železnici, na berním úřadě a okresním hejtmanství. K prvnímu sporu došlo již roku 1883, kdy začal vystavovat chorobopisy a úmrtní listy v češtině. Vyvolalo to odpor místních německých lékařů, který vyloučil Šamánka ze svého spolku; jeho právo na vydávání dokumentů v češtině ale potvrdil i zemský výbor. V témže roce prosadil, že nákup domu České besedy musel být zapsán do pozemkových knih česky — jako první takový zápis po 260 letech.

### Zemským a říšským poslancem

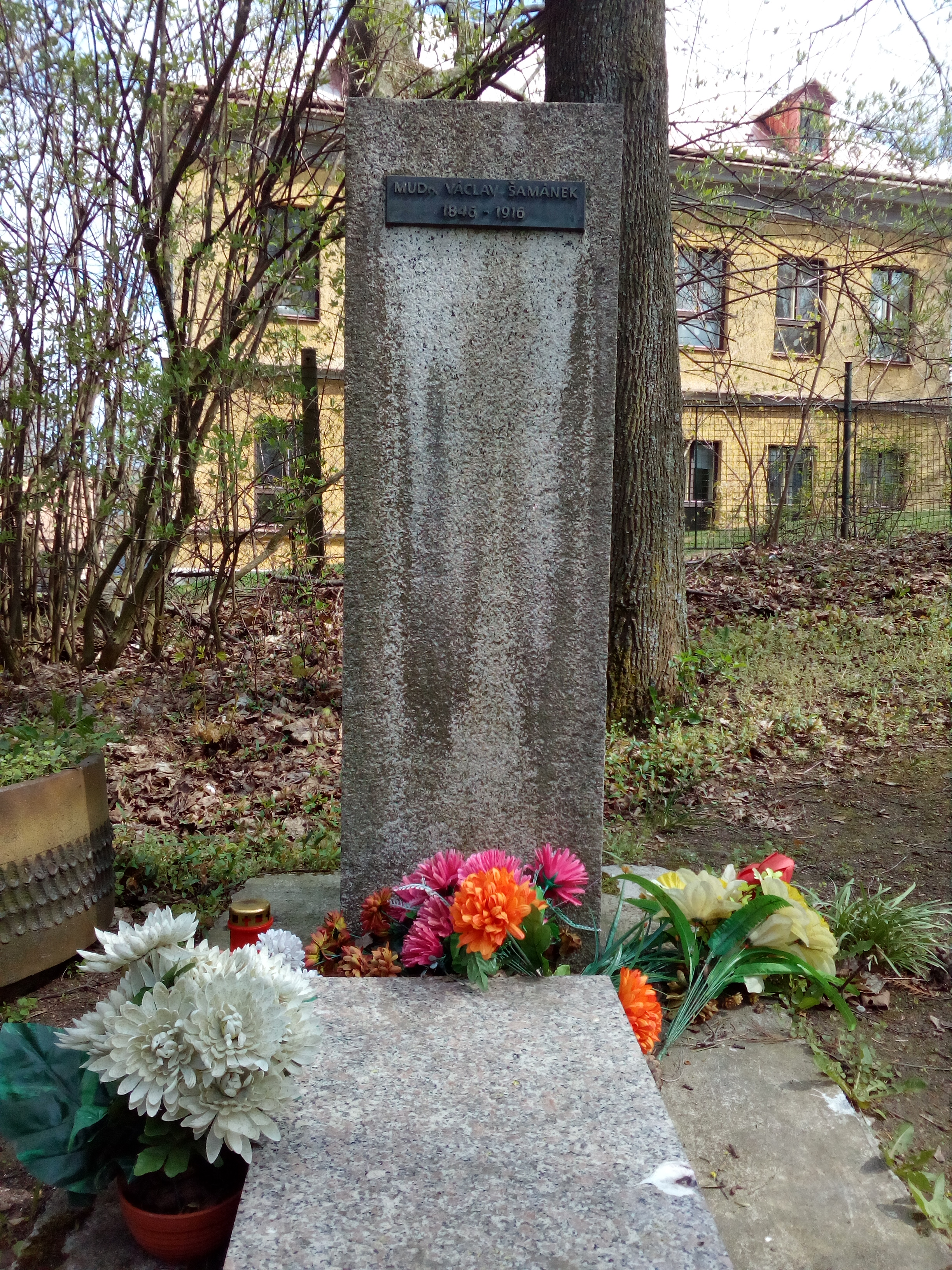
Šamánkův náhrobek u libereckého krematoria, fotografováno v dubnu 2019 - náhrobek bez busty

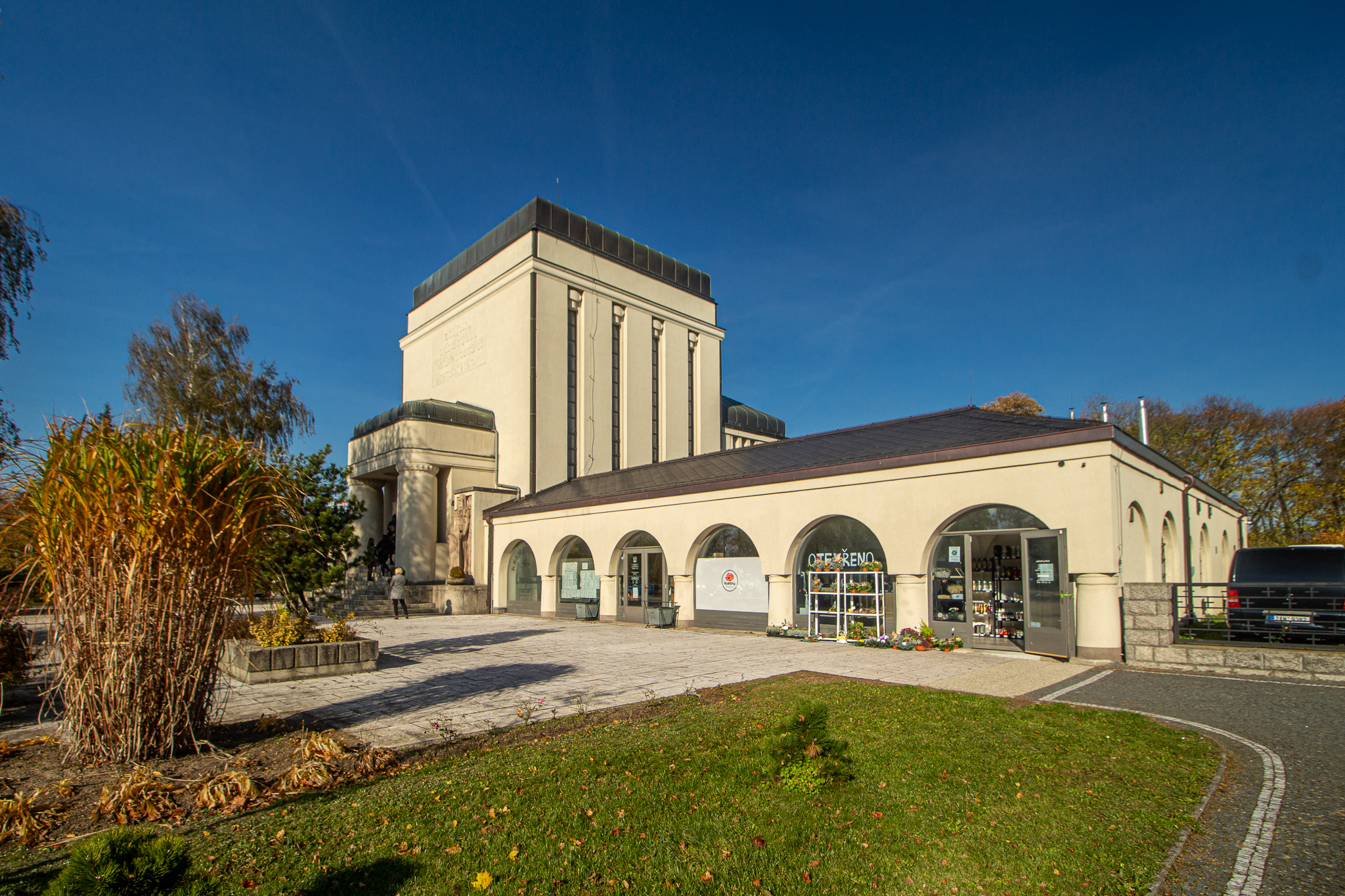
Liberecké krematorium

Působil i ve vrcholové politice. V roce 1893 byl zvolen poslancem Říšské rady (celostátní parlament) za městskou kurii, obvod Nové Město pražské. Nastoupil sem 10. října 1893, když nahradil zemřelého Aloise P. Trojana. Nominovala jej svobodomyslná (mladočeská) strana; na předvolebním shromáždění na Žofíně ho podpořili profesor Gabriel Blažek a poslanec Eduard Grégr. Šamánek ve svém projevu mimo hájil nutnost obnovení státních práv Českého království, obranu proti germanizaci a reformu armády (která posilovala poněmčovací tendence), za což byl odměněn bouřlivým potleskem. Patřil k radikálnímu křídlu mladočeské strany, které v 90. letech odmítalo odklon od dosavadní opoziční politiky. Ve vídeňském parlamentu setrval do konce funkčního období sněmovny, tedy do roku 1897.
Roku 1895 jej zvolili i do Českého zemského sněmu za skupinu okresů Turnov, Mnichovo Hradiště a Bělá pod Bezdězem. Hájil tam práva české menšiny; například v roce 1900 žádal o podporu proti snaze liberecké radnice diskriminovat české podnikatele tím, že po rekonstrukci tržnice znemožnila její další používání 39 Čechům (tj. všem kromě dvou) a jen pěti Němcům. Roku 1905 na půdě sněmovny vznesl dotazy na místodržitele, v nichž si stěžoval na nedostatečnou znalost češtiny u celních úředníků (čímž není v praxi naplněno právo na vydávání českojazyčných dokumentů), ale i na špatné ohodnocení a nízký počet berních úředníků, vedoucí k nedostatečnému výběru daní od majetných poplatníků a následnému zvyšování daňové zátěže pro drobné živnostníky. Poslancem zemského sněmu byl až do roku 1907.
Roku 1904 se mu díky dlouholetému úspěšnému vedení České besedy podařilo vybudovat nové sídlo této organizace — Národní dům v Liberci.
Zemřel na infarkt myokardu dne 9. května 1916 v Liberci cestou od pacienta. Na úmrtním oznámení je uvedeno, že si přál být zpopelněn. Obřad se konal v krematoriu v Žitavě. Urna byla nejdříve uložena na hřbitově v Ruprechtické ulici. Po zrušení hřbitova byla urna umístěna v obvodové zdi urnového háje u libereckého krematoria, o jehož výstavbu se také zasloužil. Česká beseda zorganizovala sbírku na důstojnější uložení urny a 26. října 1989 zřídila náhrobek s bustou od sochaře Viléma Amorta. V dubnu 2019 je náhrobek bez busty.

## Ohlas
Václav Šamánek měl úctu a respekt české kulturní veřejnosti. Například medailonek ve Světozoru (1893) jej označoval za neohroženého zastánce národních práv, výborného organizátora, mluvčího, učitele a vůdce libereckých Čechů, který pro svou záslužnou činnost musel podstupovat mnoho útoků a křivd ze strany protivníků. Článek ve Zlaté Praze (1889) ho — spolu s Václavem Paříkem z Třebenic — uváděl jako „národního hrdinu“, obětavého a neúnavného bojovníka za národní práva i hmotné zajištění krajanů v německých oblastech.
Pro Němce byl Šamánek silný protivník, který je svými aktivitami dráždil. V rámci možností mu opláceli. Například 27. srpna 1885 vytloukli rozvášnění Němci kameny několik oken v jeho domě. Redaktor listu Reichenberger Zeitung pak Šamánka obvinil ze lži, protože kámen uváděný jako důkaz byl větší, než díra v okně (záležitost se pak vyjasnila — na dům dopadlo několik kamenů a redaktor mylně porovnával jeden z nich s dírou po jiném). Roku 1891 podepsalo 14 libereckých lékařů a 2 lékárníci výzvu, v níž se Šamánkem ukončili veškeré odborné kontakty a „podle toho se zachovají i k jeho pacientům“; pokusili se tak zničit jeho úspěšnou praxi. V roce 1893 uvedl Prager Tagblatt, že kvůli jeho agitaci v severních Čechách nebude možné vytvořit ve sněmovně většinu.

## Rodina
Krátce po jeho smrti postihla jeho rodinu tragédie — manželka jednoho z jeho synů, který byl v té době v zajetí v Rusku, spáchala sebevraždu poté, co francouzská letecká puma zabila v Karlsruhe jejich dítě. Syn Václav Šamánek mladší, rovněž lékař, spáchal v Liberci 28. prosince 1916 sebevraždu kvůli strachu z ohluchnutí.
Nejmladší syn, Jaroslav Šamánek, pracoval roku 1916 jako zemědělský inženýr v Liberci.